# Przysucha
Przysucha – miasto w Polsce, w województwie mazowieckim, siedziba powiatu przysuskiego i gminy miejsko-wiejskiej Przysucha. Miasto położone na krańcu Wzniesień Południowomazowieckich, w pobliżu rzeki Radomki. Historycznie leży w Małopolsce. Według danych z 31 marca 2011 roku, miasto miało 6304 mieszkańców.

## Położenie
Miasto leży w południowej części województwa mazowieckiego, na południowym krańcu Równiny Radomskiej, ok. 40 km na zachód od Radomia. W pobliżu miasta (przy granicy administracyjnej) przepływa rzeka Radomka. Przysucha położona jest w historycznej Małopolsce, w dawnej ziemi sandomierskiej oraz ziemi radomskiej. Przez miasto przebiega droga krajowa nr 12 (Radom-Piotrków Trybunalski) (projektowana droga ekspresowa S12), a poza tym drogi do Klwowa, Szydłowca i Końskich. W miejscowości Skrzyńsko znajduje się stacja kolejowa Przysucha na linii z Radomia do Łodzi.

## Historia

### Toponimia
Przysucha wymieniana była jako osada nad rzeką Radomką powstała w bagnistej kotlinie, która często musiała być osuszana by móc stanowić miejsce zamieszkania. Przedrostek "przy-" formował nazwy miejscowości, więc Przysucha to tereny przy suchym, bezleśnym miejscu.

### Wieś przedlokacyjna
Pierwsze wzmianki o miejscowości (jako Przesucha) pochodzą z 1415 i związane są z osobą Rafała, syna Warsza ze Skrzyńska. Jest on pierwszą występującą w źródłach osobą, która w swej tytulaturze używała zwrotu „z Przysuchy”.
Następna informacja na temat Przysuchy pochodzi z 1490. Wtedy to niejaki Paweł z Przysuchy nabył 4 łany kmiece w Wielkim Skrzynnie.
Wiadomo, że w 1508 i 1509 Przysucha należała do rodu Morsztynów, a w 1510 jej właścicielem był Męcina z Przysuchy. W tymże roku wieś liczyła sześć zagród na sześciu łanach. W Przysusze znajdowała się wówczas karczma, a nieopodal pracowała kuźnica na 3 koła „koneczne”. Na początku XVI w. Przysucha należała do parafii Skrzyńsko, na rzecz której oddawano dziesięcinę w wysokości 3 grzywien. W 1526 istniała kuźnica o 2 kołach i młyn o 1 kole, a dziesięcina oddawana była z pięciu i pół łanu.
Prywatna wieś szlachecka, położona była w drugiej połowie XVI wieku w powiecie radomskim województwa sandomierskiego.

### Lokacja miasta
Około 1700 roku nastąpił rozwój papiernictwa na ziemiach pomiędzy Wisłą i Pilicą m.in. w Przysusze, 11 grudnia 1710 przywilej królewski, wydany dla Antoniego Czermińskiego herbu Wieniawa przez Augusta II Mocnego, zezwala na osadzanie się rzemieślników, także zagranicznych, i odbywanie targów. Żona Czermińskiego, Zofia, była wdową pod Jakubie Gabbonim, dzierżawcy zakładów samsonowskich przejętych w 1718 przez biskupów krakowskich i miała w Przysusze powstać manufaktura konkurującą z zakładami w Samsonowie. Spiętrzono wody Radomki i utworzono 9 stawów, z których woda napędzała maszyny kuźnic, papierni, młynów do mielenia rud, szabelni, a także tartaku i olejarni. W 1714 król zezwolił na powstawanie cechów rzemieślniczych i odbywanie się targów dwa razy w tygodniu (soboty i niedziele). Wkrótce po tym napływający rzemieślnicy niemieccy (głównie z Saksonii i Śląska) założyli miasto zwane Czermnem. Osada posiadała rynek, znajdujący się dziś na placu kard. Wyszyńskiego. W 1723 w Przysusze zlokalizowano żydowskie miasto o charakterze handlowo-usługowym (był to ważny ośrodek chasydyzmu). W 1739 roku opat sulejowski Bernard Wierzbowski wyjednał u króla Augusta III zmiany w przywilejach Przysuchy. Ograniczono liczbę i terminy targów, które przypadały na ten sam czas, co i targi w sąsiednim Skrzynnie. Dopiero w 1745 na tereny dzisiejszej Przysuchy zaczęła sprowadzać się ludność katolicka. W 1728 roku zmarł Antoni Czermiński, zaś dobra przysuskie przypadły wdowie po nim – Mariannie Ewie z Krasickich, która około 1738 wyszła ponownie za mąż za Jana Dembińskiego. Jan, a od 1754 jego spadkobierca – Franciszek, wspierali rozwój przemysłu w swoich włościach. W latach siedemdziesiątych XVIII w. osada posiadała wielkie piece hutnicze, rurarnię, tartak, młyny i papiernię. Na rok 1777 w Przysusze istniało 39 domów niemieckich, 85 żydowskich i 29 polskich. Dzielnica polska, zwana Urszulinem na cześć Urszuli Dembińskiej z Morsztynów, żony Franciszka, posiadała podobnie jak dzielnica niemiecka i żydowska oddzielne prawa miejskie. W roku 1777 zmarł Franciszek Dembiński, zaś dobra przejął dziedzic – Ignacy. Ignacy był żonaty trzykrotnie, ale doczekał się tylko córek, z których Amelia otrzymała w wianie Przysuchę.

### Okres zaborów

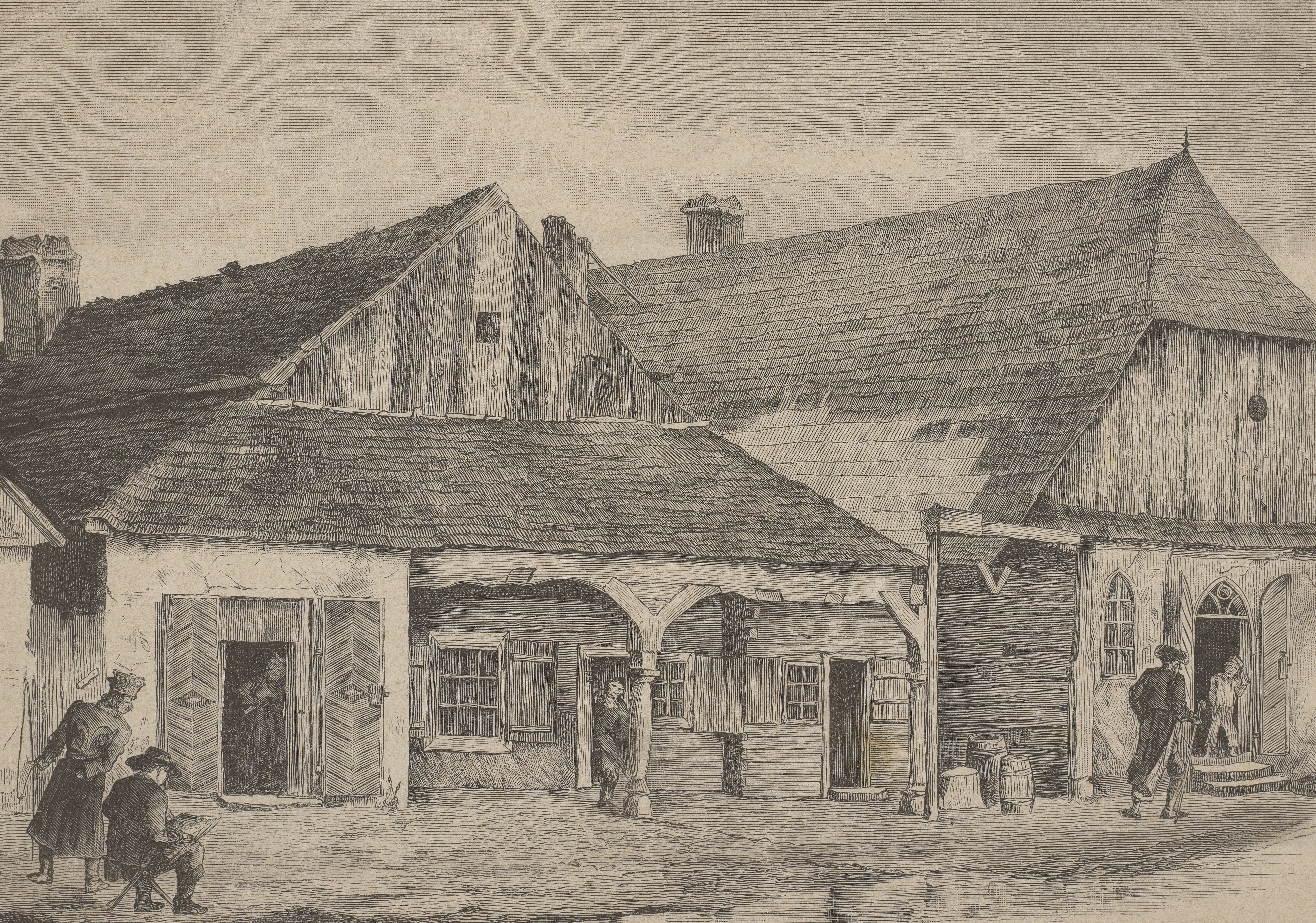
Domy w Przysusze około 1880

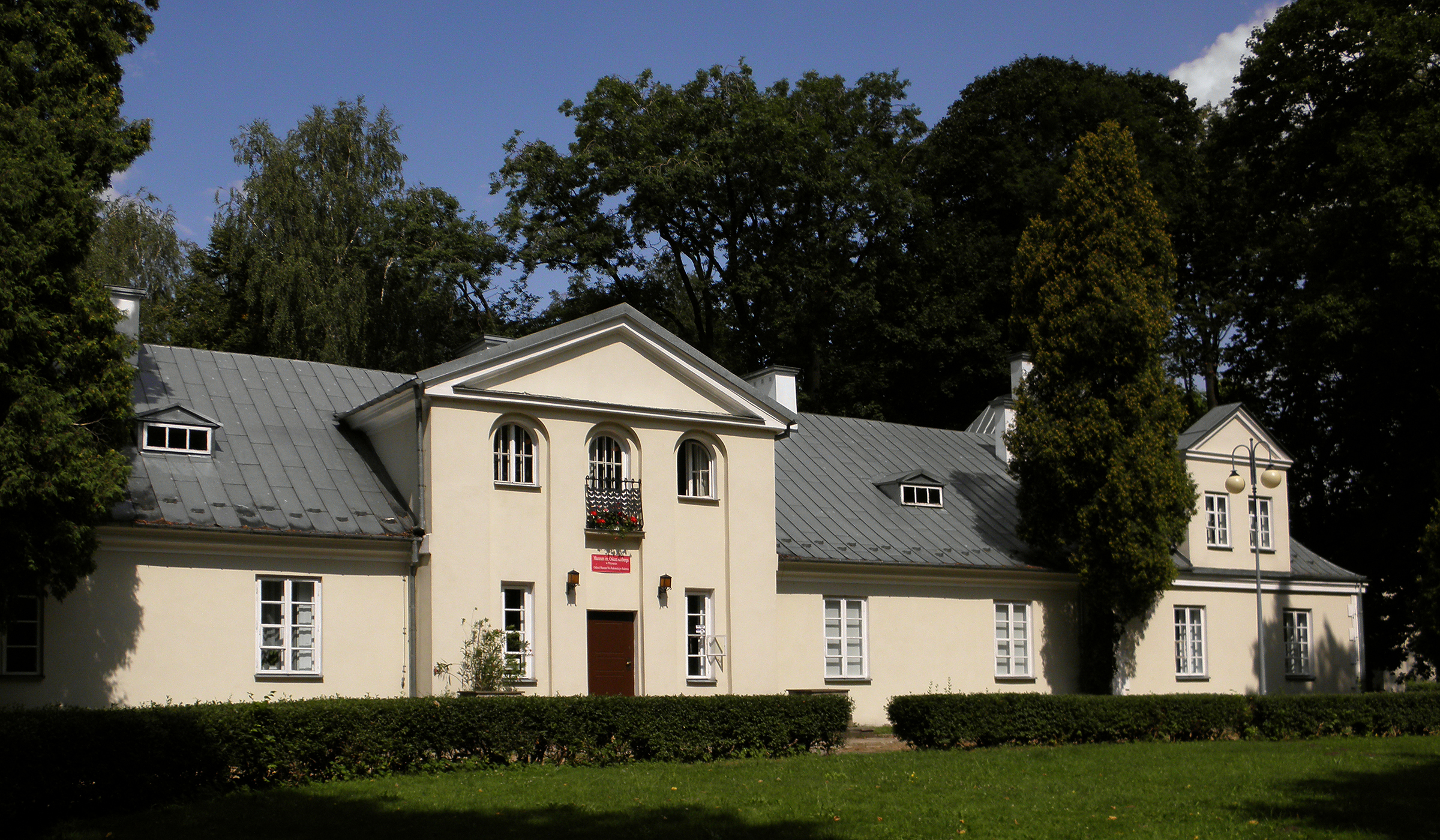
Dwór Dembińskich z XIX w., obecnie Muzeum im. Oskara Kolberga

Upadek Rzeczypospolitej był także upadkiem Przysuchy. Pomimo przynależności do Księstwa Warszawskiego, a od 1815 do Królestwa Polskiego, Przysucha traciła znaczenie, głównie przez zależność miasta od dworu, odebranie wielu praw mieszczanom a częściowo przez przemarsze wojsk austriackich podczas powstania kościuszkowskiego. Wydobycie i wytop niskoprocentowej rudy żelaza (16%-18%), występującej w okolicy miasta przestawał się opłacać. W roku 1816 została założona szkoła elementarna.  W latach dwudziestych XIX wieku miasto posiadało 36 domów murowanych i 152 drewniane. Liczba mieszkańców przekraczała 1800 osób. Przeważała ludność żydowska. W 1825 roku Amelia Dembińska wyszła za mąż za Ludwika Dembińskiego herbu Nieczuja (inna rodzina Dembińskich). Dembińscy herbu Nieczuja gospodarzyli w Przysusze aż do 1945 roku, wybudowali tu m.in. dwór, obecnie muzeum. W 1841 roku Przysucha posiadała wielki piec, powstała również walcownia blachy w Młynach oraz fryszerki w Drutarni, Gwarku, Toporni i Młynach. Wydajność tych zakładów była dość znaczna. Jednak z powodu braku koniunktury na sprzedaż artykułów żelaznych i niskoprocentową rudę przemysł zamierał. Dodatkowo powódź, która nawiedziła te tereny w latach siedemdziesiątych XIX wieku oraz konkurencja sąsiednich ośrodków dodatkowo pogłębiły ten proces 11.  W roku 1860 ludność żydowska wynosiła niecałe 2000 osób, z kolei Polaków było około 500 osób. Przysucha utraciła prawa miejskie w 1869 roku podczas tzw. reformy miejskiej.

### Dwudziestolecie międzywojenne
Lekkie ożywienie przemysłu poprawiło trochę sytuację w regionie. Duży rozwój nastąpił jednak w dziedzinie kultury i edukacji za sprawą otwarcia Szkoły Spółdzielczej i Podstawowej. Ludność miasta w roku 1939 wynosiła 4850 mieszkańców, z czego Żydzi stanowili 2980 osób.

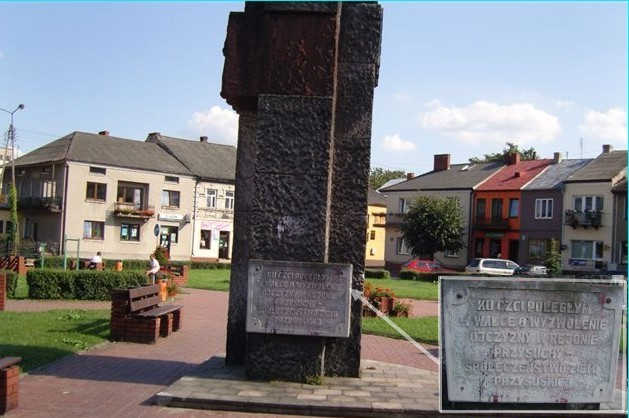
Pomnik ku czci poległych żołnierzy (2007; widok sprzed przebudowy rynku)

### II wojna światowa
6 września 1939 na Przysuchę spadły bomby i zniszczyły ponad 70 domów i budynki folwarku. W czasie wojny Niemcy założyli getto, w którym umieszczono ponad 5000 Żydów – 31 października 1942 większość wywieziono do obozu w Treblince i tam zamordowano.
Lasy Przysuskie były areną bardzo zaciekłych walk partyzanckich. Stacjonowały tam oddziały mjr. Hubala, Inspektoratu Piotrkowskiego i 72 pp Ziemi Radomskiej oraz oddział Gwardii Ludowej „Lwy” składający się m.in. z uciekinierów z gett żydowskich. W lasach przysuskich dochodziło w 1944 roku do licznych walk oddziałów Gwardii Ludowej/Armii Ludowej z oddziałami Narodowych Sił Zbrojnych. Wielokrotne akcje partyzanckie przyniosły Niemcom ogromne straty, np. podczas walk w Stefanowie, 6 września 1944, Niemcy stracili 140 żołnierzy a 230 odniosło rany.

### Rozwój wPRL

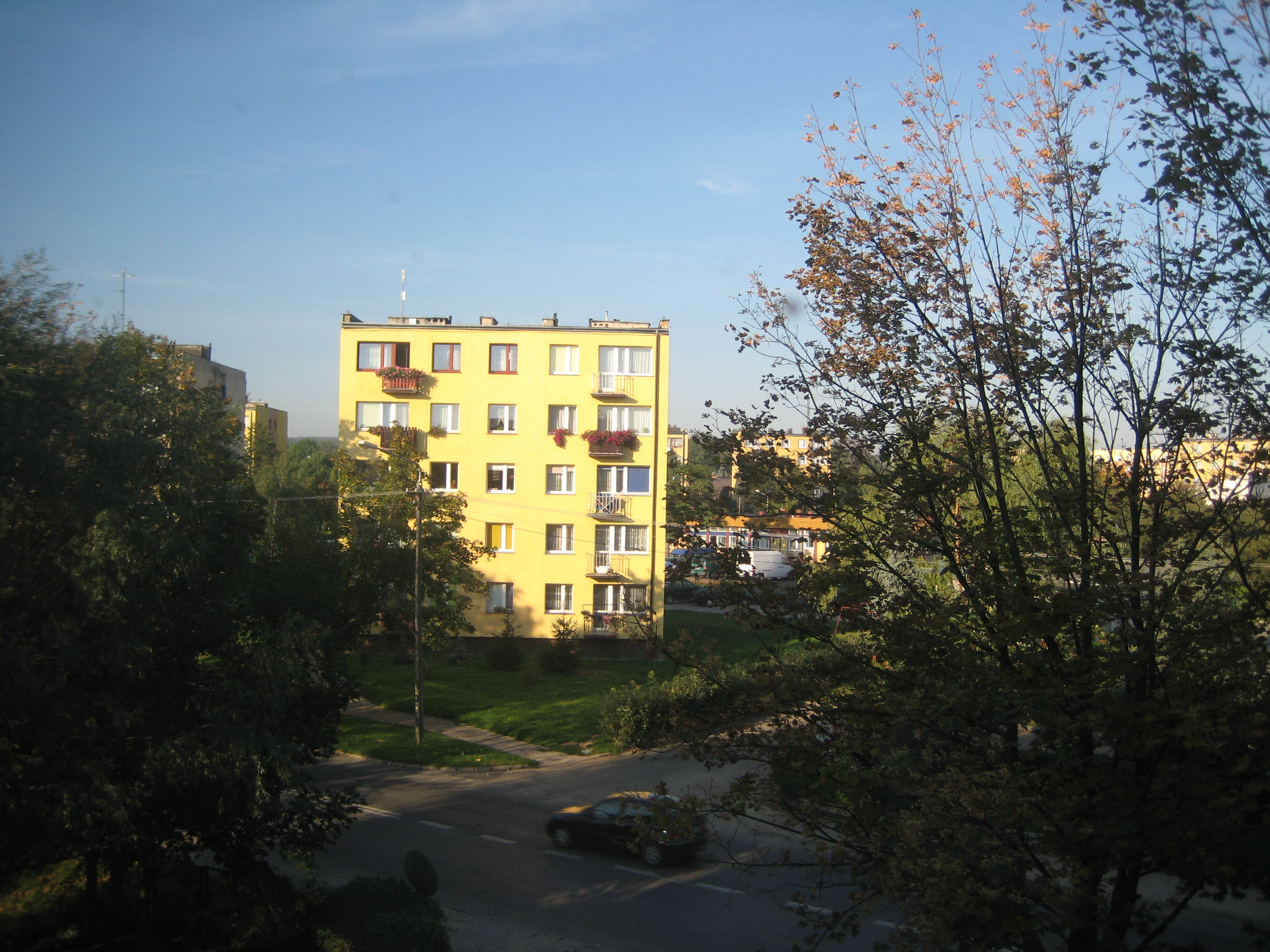
Blok przy ul. Legionów Polskich

17 stycznia 1945 wojska radzieckie przybyły do Przysuchy. W pierwszych miesiącach oszacowano liczbę ludności na poziomie 1500 osób – głównie rzemieślników, handlarzy i rolników. W roku 1956 Przysucha stała się siedzibą powiatu. Prawa miejskie odzyskała w 1958. W okresie istnienia powiatu wybudowano kopalnie gliny, zakład ceramiczny, zakład przetwórstwa owocowo-warzywnego, odlewnię żeliwa i zakład krawiecki. W ramach reformy administracyjnej w 1975 zlikwidowano powiaty i podzielono kraj na 49 województw. Przysucha znalazła się w województwie radomskim.

### Po 1989
Po prywatyzacji większości zakładów na terenie miasta, zaczęły się przekształcenia. Masowe zwolnienia z zakładów pracy i wysokie bezrobocie czyniły Przysuchę mało atrakcyjną. W roku 1999 przeprowadzono kolejną reformę administracyjną, w ramach której reaktywowano powiat przysuski. Przysucha znalazła się w województwie mazowieckim.

### Kalendarium
1415 – pierwsze wzmianki o miejscowości
1710 – prawa miejskie
1713 – powstał ośrodek górniczo-hutniczy eksploatujący okoliczne złoża rud żelaza
1795 – miasto pod zaborem austriackim
1809 – miasto w Księstwie Warszawskim
1815 – w Królestwie Polskim
1870 – utrata praw miejskich
1956 – Przysucha została siedzibą powiatu
1958 – ponowne nadanie praw miejskich
1975 – likwidacja powiatu przysuskiego, Przysucha w województwie radomskim
1999 – reaktywacja powiatu przysuskiego, Przysucha w województwie mazowieckim

### Historia Żydów w Przysusze

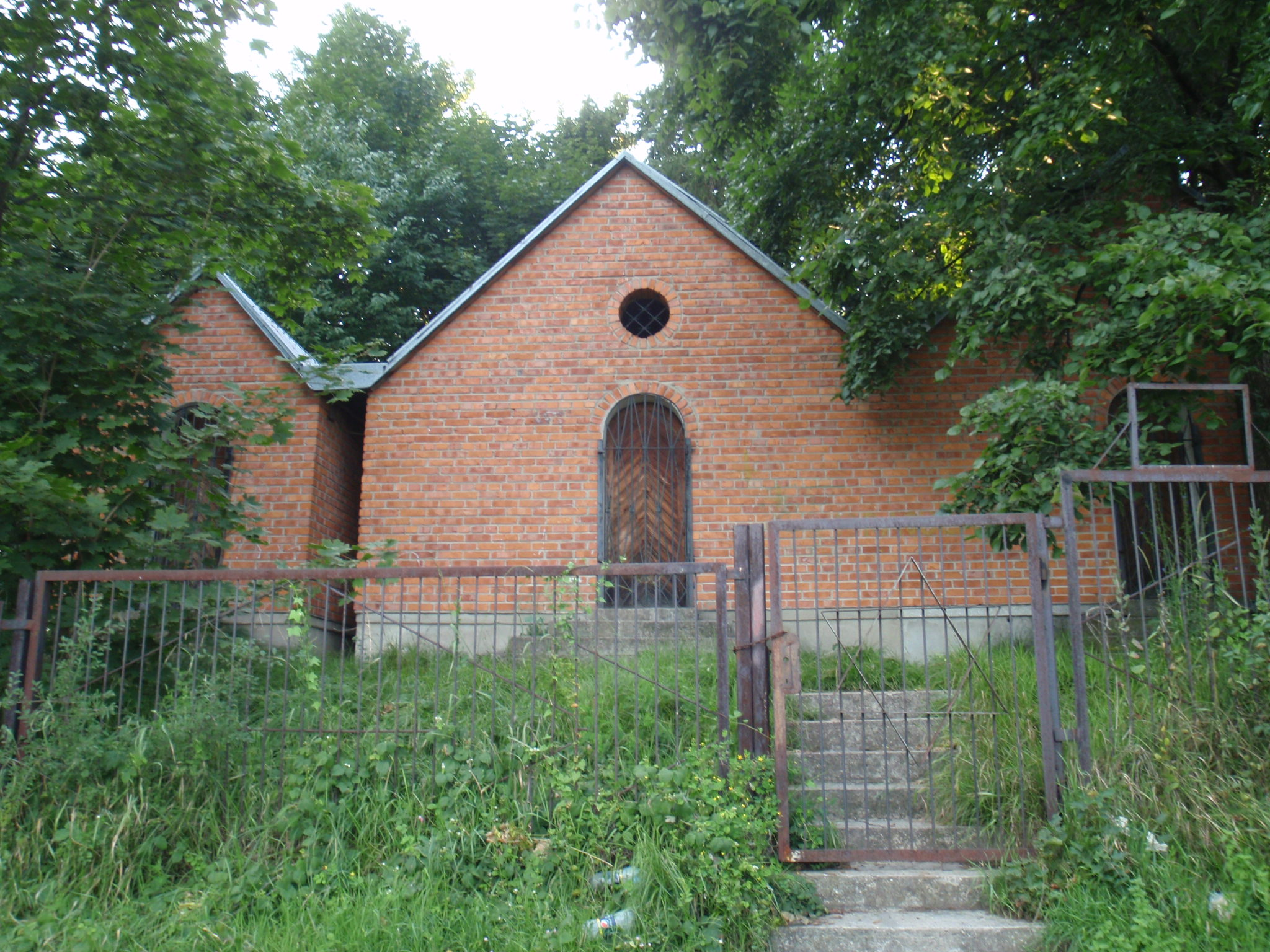
Ohele na cmentarzu żydowskim w Przysusze

Pierwsi Żydzi osiedlili się w Przysusze już w 1713, a więc zaraz po nadaniu praw miejskich. Powstała osobna dzielnica żydowska z własnym Rynkiem Żydowskim. Wówczas też zbudowano synagogę i kirkut. Rozkwit kahału nastąpił w I połowie XIX wieku (75% Żydów w miasteczku). Na przełomie XVIII i XIX wieku stała się Przysucha głównym ośrodkiem chasydyzmu na zachód od Wisły, za sprawą dwóch cadyków: Jakowa Icchaka Rabinowicza (Świętego Żyda) i od 1813 jego następcy, Symchy Bunima. Święty Żyd, był sławny na całą Rzeczpospolitą, a legenda otoczyła go już za życia. Miał wielu sławnych uczniów, stworzył centrum myśli chasydzkiej, które następnie przeniosło się do Aleksandrowa, Kocka i Góry Kalwarii. W jego ohelu składano niezliczone kwitłech z prośbami, a rabin Szejn (ur. 1870) z Kalisza błogosławił pielgrzymów w imieniu Świętego Żyda. Społeczność żydowska posiadała w mieście bożnicę. W roku 1939 mieszkało w Przysusze około 2500 Żydów. 15 sierpnia 1942 roku Niemcy utworzyli tu getto. Uwięzili w nim około 5 tys. osób z Przysuchy, a także z Przytyka i Płocka. W dniach 27-31 października wszystkich wywieźli do niemieckiego obozu zagłady w Treblince.
Po II wojnie światowej bogata żydowska przeszłość miasta (przed wojną Żydzi stanowili 75 % mieszkańców miasta) w znacznej mierze została zapomniana i dopiero w III Rzeczypospolitej powoli wraca do świadomości lokalnych mieszkańców i regionu. 
O żydowskiej historii Przysuchy przypomina m.in. stowarzyszenie Jewish Przysucha, które jest organizatorem wykładów i akcji edukacyjnych, przyznaje ponadto stypendium noszące imię Symchy Bunima, przeznaczone dla uczniów lokalnych szkół. Stowarzyszenie szczególnie zaangażowało się w porządkowanie terenu żydowskiego cmentarza przywracając mu wygląd nekropolii. Praca wolontariuszy z wielu krajów oraz badania archeologów z Uniwersytetu Szczecińskiego i University of Staffordshire z Wielkiej Brytanii pozwoliły uprzątnąć teren cmentarza, odnowić  ogrodzenie oraz ustalić położenie grobu masowego, w którym pogrzebano prawdopodobnie kilkadziesiąt ofiar z okresu Holokaustu.
W latach 90. XX wieku w czasie remontu komisariatu policji odzyskano i zabezpieczono wiele fragmentów macew użytych jako materiał budowlany. W Przysusze zlokalizowano też gigantyczną stodołę zbudowaną w czasie wojny z macew z miejscowego cmentarza. W kwietniu i maju 2025 roku macewy powróciły na cmentarz. W starania te mocno zaangażowani byli m.in. duchowni katoliccy: kardynał Grzegorz Ryś oraz Maciej Biskup OP, członek Polskiej Rady Chrześcijan i Żydów.  

## Demografia

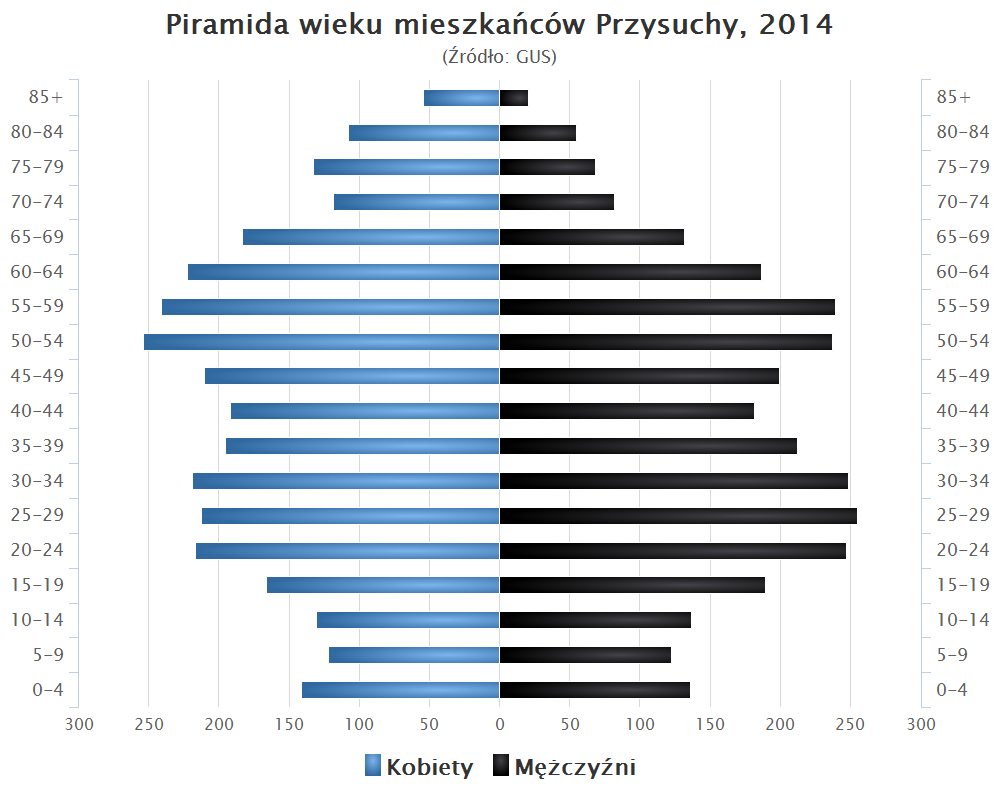
Piramida wieku mieszkańców Przysuchy w 2014 roku

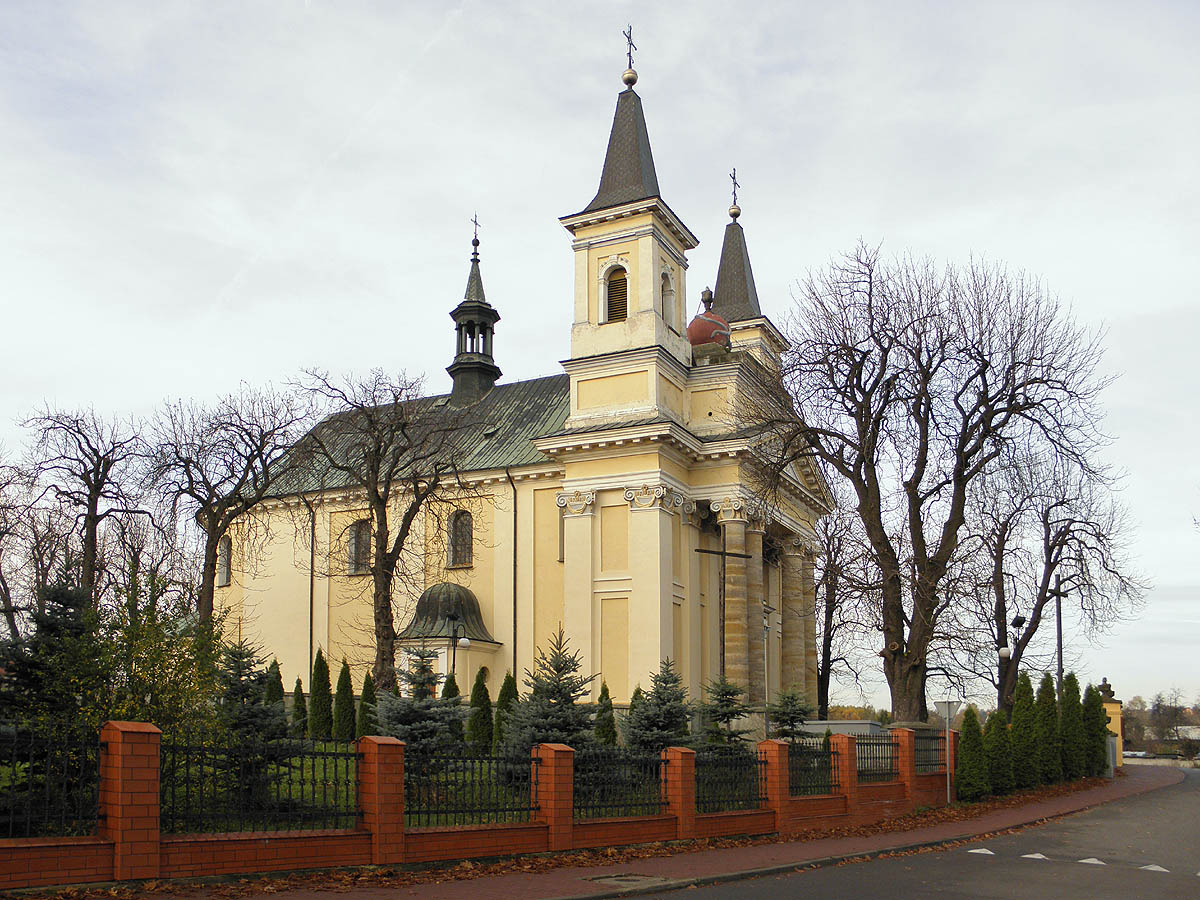
Klasycystyczny kościół św. Jana Nepomucena i św. Ignacego Loyoli

## Liczba ludności Przysuchy na przestrzeni dziejów
Źródła:

## Zabytki
- Klasycystyczny kościół św. Jana Nepomucena i św. Ignacego Loyoli z lat 1780-1786 Fundatorką tego kościoła była Urszula Dembińska. Wnętrze kościoła o sklepieniu beczkowym składa się z chóru, nawy, prezbiterium, dwóch bocznych przedsionków oraz zakrystii. Okien w kościele jest dziewięć. Na ośmiu kolumnach pod kopułą wspiera się rotunda z attyką, na szczycie której znajduje się krzyż. Pod rotundą stoi posąg św. Jana Nepomucena, patrona kościoła[17][7].Synagoga z XVIII w. (ok. 1778)

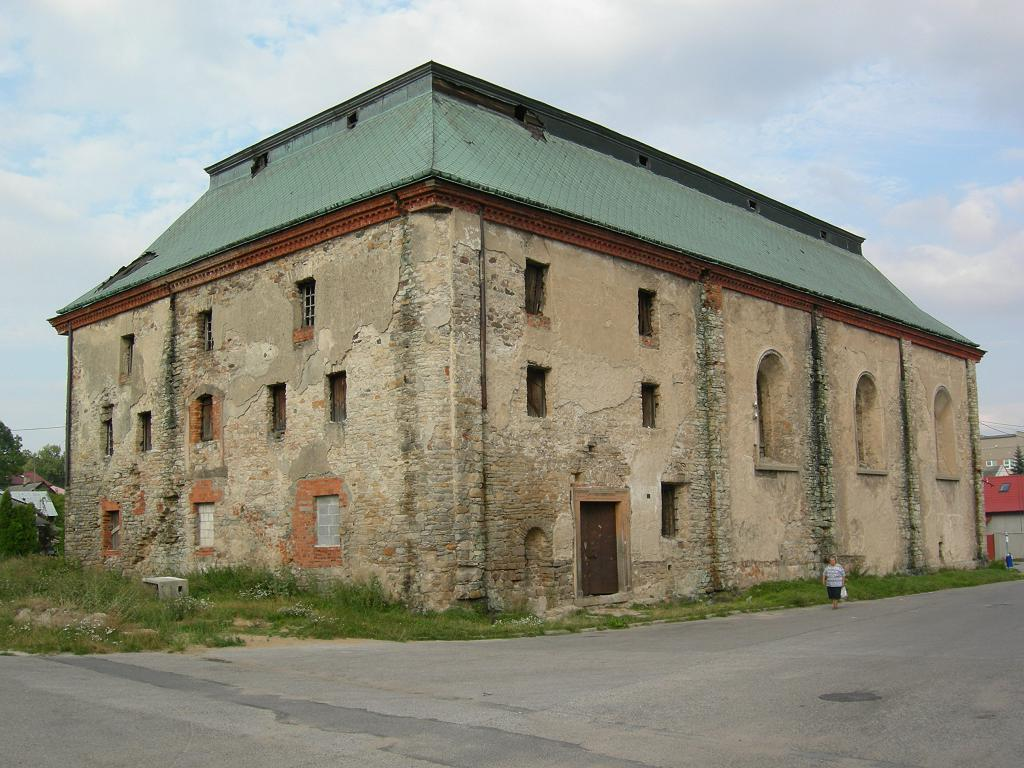
Synagoga z XVIII w. (ok. 1778)

- Synagoga klasycystyczna z końca XVIII wieku, Obiekt zbudowany jest na planie prostokąta o bokach dł. ok. 35 i 19 m, niepodpiwniczony, mury zewnętrzne i wewnętrzne wykonane są z wapienia łupanego łączonego zaprawą wapienną. Budynek orientowany, wejście znajduje się w ścianie południowej. Obiekt kryty dachem czterospadowym, uskokowym. Elewacje podzielone lizenami, narożniki budynku zaokrąglone. Okna sali modlitw w głębokich ościeżach, sklepione półkoliście, rozmieszczone po trzy w ścianach bocznych, dwa z okulusem pomiędzy nimi znajdują się w ścianie wschodniej. Otwory okienne w części przedsionka mniejsze i rozmieszczone nieregularnie. We wnęce w ścianie płd. obok wejścia znajduje się dawne narzędzie kary zw. kuną. To przytwierdzona do muru obręcz, do której przywiązywano łańcuchem skazańca i wymierzano mu publiczną karę, najczęściej chłostę. Od zach. znajduje się przedsionek z oddzielnym pomieszczeniem – mykwą i d. siedzibą kahału, czyli gminy żydowskiej. Nad nim sala modlitewna dla kobiet – tzw. babiniec. Wejście z sieni do sali modlitw na osi ściany zach. przez kamienny profilowany portal. Sala modlitewna na planie kwadratu, dziewięcioprzęsłowa, ze sklepieniem żaglastym i kolebkowym z lunetami. Pasy sklepienne spływają na przyścienne pilastry oraz stojące pośrodku sali cztery kolumny kompozytowe tworzące bimę – podwyższenie służące odprawianiu obrzędów religijnych i czytaniu Tory. Bima otoczona jest balustradą i zwieńczona baldachimem. W ścianie wsch. znajduje się wykuta w kamieniu szafa ołtarzowa (aron ha-kodesz), przeznaczona do przechowywania zwojów Tory (rodałów). Ujęta jest półkolumnami i zwieńczona płaskorzeźbą wykonaną w stiuku. To przedstawienie gryfów wspartych na łuku i trzymających koronę. Na ścianach sali modlitw oraz na płd. elewacji zachowały się także fragmenty roślinno-zwierzęcej polichromii[18].
- Zabudowa miejska z XIX i XX wieku,
- Dwór Dembińskich z XIX wieku – Muzeum im. Oskara Kolberga · Dwór stanowiący do 1945 r. siedzibę rodową Dembińskich jest murowany, parterowy, znajduje się w parku miejskim. Po II wojnie był użytkowany jako Biblioteka Publiczna i Sąd. Prawdopodobnie zaprojektowany przez Nexa Był rozbudowany i przebudowany w XX wieku. Od strony wschodniej i zachodniej znajdują się dobudówki dwudziestowieczne. W latach 90. XIX wieku przeprowadzono kompleksową restaurację obiektu[7][19].
- Pierwsza szkoła spółdzielcza w Polsce
- Zabytkowy pomnik upamiętniający żołnierzy polskich na placu im. Oskara Kolberga
- Cmentarz żydowski

## Turystyka
Przez Przysuchę przechodzi  zielony szlak turystyczny im. ks. Jana Wiśniewskiego: Skrzyńsko (Przysucha PKP) – Przysucha – Borkowice – Rzuców – Stefanków – Altana – rezerwat przyrody „Ciechostowice”.

## Sport
W Przysusze znajduje się siedziba Miejskiego Klubu Sportowego „Oskar” Przysucha. Klub sportowy założony w 1965 roku. Barwy czerwono-czarne. Trener od kwietnia 2015 – Arkadiusz Grzyb. Stadion „Oskara” mieści się przy ulicy Radomskiej 24 w Przysusze. Pojemność 800 miejsc (366 siedzących). Oświetlenia brak. Wymiary 105x60 m. W sezonie 2014/15, „Oskar” występował w IV lidze, gr. mazowiecka południowa, w sezonie 2015/16 po zwycięstwie w dwóch meczach barażowych, występował w III lidze, gr. łódzko-mazowieckiej.
W Przysusze działa też klub siatkarski UKS Tempo.
Gimnazjum w Przysusze im. św. Stanisława Kostki posiada klasy o profilu sportowym, należące do Siatkarskich Ośrodków Szkolnych.

## Gospodarka
Przysucha – stolica powiatu jest zarazem jedynym ośrodkiem miejskim w powiecie. Na poziomie ponadlokalnym pełni ona funkcje obsługi ludności w zakresie szkolnictwa średniego i zawodowego, specjalistycznej opieki zdrowotnej, kultury, otoczenia biznesu (banki) i administracji (m.in. instytucje i służby podległe Starostwu Powiatowemu). Miasto posiada w skali lokalnej znaczący potencjał gospodarczy. Czynniki decydujące o atrakcyjności lokalizacyjnej miasta dla różnych funkcji są zróżnicowane:
- lokalizacja przy drodze krajowej Nr 12 Lublin – Piotrków Trybunalski, potencjał ludnościowy, zasoby gruntów i obiektów do wykorzystania na cele inwestycyjne, istniejąca infrastruktura techniczna oraz otoczenie biznesu, zasoby naturalne – predysponują ośrodek do lokalizacji na jego obszarze funkcji produkcyjnych i usługowych;
- lokalizacja w rejonie lasów przysusko-szydłowieckich, walory środowiska kulturowego, istniejące instytucje kultury oraz infrastruktura turystyki i rekreacji, dobra dostępność komunikacyjna – stanowią podstawę do rozwoju funkcji turystyki i wypoczynku;
- funkcje administracyjne, dobre powiązanie komunikacyjne z obszarem powiatu, znikoma konkurencja innych ośrodków miejskich o znaczeniu lokalnym, wzrastające wymagania w zakresie dostępu ludności do usług – predysponują miasto do rozwoju funkcji obsługi ludności.

## Oświata i edukacja
W Przysusze funkcjonują:
przedszkola:
- Samorządowe Przedszkole Nr 1 w Przysusze

szkoły podstawowe:
- Publiczna Szkoła Podstawowa Nr 1 w Przysusze
- Zespół Placówek Oświatowych w Przysusze

gimnazja:
- Publiczne Gimnazjum w Przysusze im. św. Stanisława Kostki

szkoły ponadgimnazjalne:
- Zespół szkół ponadgimnazjalnych Nr 1
- Zespół szkół ponadgimnazjalnych Nr 2

## Wspólnoty wyznaniowe
- Kościół rzymskokatolicki:
  - parafia św. Jana Nepomucena (erygowana 1779)
  - parafia Miłosierdzia Bożego (erygowana 1989)

- Świadkowie Jehowy:
  - zbór Przysucha (Sala Królestwa ul. Cicha 12)[23]

## Władze Przysuchy
- Naczelnicy miasta i gminy:
  - 1983–1990 – Tadeusz Tomasik[24]
- Burmistrzowie:
  - 1990–1991 – Tadeusz Tomasik[24]
  - 1991–1994 – nie wiadomo
  - 1994–1998 – Antoni Kapusta[25]
  - 1998–2018 – Tadeusz Tomasik[24]
  - 2018–2024 – Tomasz Matlakiewicz[26]
  - 2024- Adam Pałgan